# Lurë Nationalpark
Lurë-Dejësbjerget Nationalpark (albansk: Parku Kombëtar Lurë-Mali i Dejës) er en nationalpark i det nordøstlige Albanien, der spænder over et område på 202,42 km2 og har siden 2018 ved at omfatte hele området af Kunora e Lurës, tidligere Zall-Gjocaj Nationalpark og Dejëbjerget. Parken blev oprindeligt etableret i 1966 for at beskytte de forskellige økosystemer og biodiversitet som Lura Nationalpark. Højden varierer mellem 1.500 og 2.300 moh. International Union for Conservation of Nature (IUCN) har anført parken som kategori II og den er beskrevet som et vigtig fugle og plante-område.

## Geografi
Pågrund af højdevariationen har Lurë-Dejësbjerget Nationalpark en tæt vegetation. Skoven består af både nåle-og løvfældende træer, især omkring søbredderne. Det mest almindelige træ, der er hjemmehørende i Lurë, er almindelig bøg sammen med sølvgran, sort fyr, rødfyr og slangebarkfyr . Særligt beskyttet er silkefyren, der er en truet art og kun almindelig i den vestlige del af Balkanhalvøen . Den sydlige del af parken har en eng med flerfarvede blomster og flere nåletræer. Med hensyn til plantegeografi falder parken inden for Pindus-bjergenes blandede skove terrestrisk økoregion i de palearktiske middelhavsskove, skovområder og krat biom .

## Flora og fauna
Parken beskytter adskillige arter. Det vigtigste dyreliv, der befinder sig i parken, inkluderer den brun bjørn, europæisk los, ulv, skovmår, rådyr og tjur. Små pattedyr inkluderer egern og almindelig syvsover. De tolv gletsjersøer inden for nationalparken blev dannet i istiden.  De er placeret i den nordøstlige del af landet i præfekturet Dibër i en højde mellem 1.200 og 1.500 moh.
Zall Gjoçaj, der er en del af den udvidede park, er et sprækket bjergrigt landskab med et stort variation i landskabet, herunder dale, gletsjersøer og tætte urørte skove. Højderne i området varierer fra 600 meter til over 2.000 moh. Regionens geomorfologiske forhold afspejler den dynamiske geologiske historie, tektoniske bevægelser og erosive aktivitet i floderne, der strømmer gennem parken.
Det meste af området er dækket af en blanding af bøg, gran, fyr, aske og ahorntræer, der vokser på kalksten og dolomit.  Parkens skove er vigtige, fordi de giver ly for mange mange dyrearter. Mest bemærkelsesværdigt blandt dem er den brune bjørn og ulven. Andre store pattedyr er f.eks los, rådyr og fugle som kongeørnen.

## Efter kommunismen
Efter kommunismens fald i 1990'erne led området imidlertid massiv illegal skovhugst og skovbrande, der ramte økosystemerne hårdt. Faktisk anslås det, at så meget som 50% af den oprindelige Lura Nationalpark er blevet ødelagt. I 2014 lancerede Albaniens regering en kontroversiel rehabiliteringskampagne, der inkluderer genplantning af skov, vejarbejde og ny skiltning.

## Galleri
- Liqeni i Kallabës. Ødelæggelse fra ulovlig skovhugst ses tydeligt
- Liqeni i Lurës
- Liqeni i Madh set fra toppen
- Liqeni i Madh
- Udsigt over søen
- Zall-Gjocaj
- Dejesbjerget